# 칠요
칠요(七曜)는 육안으로 보이는 행성을 오행과 대응시킨 화성·수성·목성·금성·토성과 태양·달(음양)을 합한 7개의 천체이다. 칠요성이라고도 말한다.
근대적 천문학이 발달하기 이전에는, 항성보다 훨씬 밝게 보여 천구로부터 독립해 움직인다는 점으로, 행성과 태양과 달은 동종의 것이라고(바꾸어 말하면 태양과 달도 행성에 포함하고) 생각해, 또, 세계 각지에서 신들과도 동일시 되어 특별한 취급을 받고 있었다.
- 현재의 주는 칠요가 토대가 되고 있다.

본래의 차례는 천구상의 움직임이 늦은(=지구로부터 멀다) 순서에, 토성으로부터 시작되어 달에 끝난(토성·목성·화성·태양·금성·수성·달)다고 생각했다. 이윽고 토성을 비롯해 현재 잘 알려져 있는 차례(토성·태양·달·화성·수성·목성·금성)로 하루씩을 수호한다고 여겨져 칠요 중의 있는 천체가 수호하는 날을 그 천체의 요일이라고 불렀다.
- 점성술의 구요는 칠요를 기반으로 일식과 관계가 있는 나부와 계도를 더해 아홉 개로 만든 것이다.

## 같이 보기
- 육요
- 주
- 요일
- 숙요경